# C4H7N5
化学式C4H7N5的化合物（摩尔质量：125.13 g/mol）可以指：
- 6-甲基-2,4-二氨基-1,3,5-三嗪，CAS号：542-02-9
- 三氨基嘧啶
  - 2,4,5-三氨基嘧啶，CAS号：3546-50-7 
  - 2,4,6-三氨基嘧啶，CAS号：1004-38-2 
  - 4,5,6-三氨基嘧啶，CAS号：118-70-7

|  | 这个同类索引页列出了具有相同分子式的化学物（即同分異構體）条目。 除非您是有意链接至本页，否则应将相应条目的内部链接指向正确的条目。 |